# Reskript
Et reskript eller rescript (latin: rescriptum) var oprindeligt et skriftligt svar fra en romersk kejser eller en pave på et spørgsmål om lov eller moral. Senere fik det en mere bred betydning som officiel forordning eller skrivelse fra en regering.
I Danmark før indførelsen af Grundloven, kunne kongen give love i form af reskripter, som betød en befaling rettet mod underordnede myndigheder. Dette var i modsætning til et missiv, målrettet mod enkelte personer eller grupper, eller en forordning eller anordning, som var (og er) en generel befaling rettet til alle landets borgere.
Reskripter blev udgivet enkeltvis og tilsendt de relevante myndigheder, og deres bestemmelser blev offentliggjort via plakater opslået offentlige steder. Men da de i modsætning til forordningerne ikke blev samlet i årgange og udbudt til salg, var den præcise viden om disse, når plakaterne igen var nedtaget, reelt utilgængelige for den almene befolkning. Dette betød dog ikke, at borgere kunne påberåbe sig uvidenhed overfor loven som undskyldning, idet de statslige forordninger under enevælden var gyldige, uanset om de var kundgjort eller ej. Dette opdagede eksempelvis en ung Rasmus Nyerup, da han klagede over en politiafgørelse i forbindelse med en trykkefrihedssag. Nyerup havde ingen kendskab til, at der foruden reskriptet af 20. oktober 1773 som omhandler politimesterens myndighed overfor kritiske udtalelser i aviser og ugeblade også eksisterede et reskript af 27. november 1773, der udvidede denne myndighed til bøger. Han udgav derfor et skrift Til Publikum (1786) som anklagede den fungerende politimester Fædder for magtmisbrug i forbindelse med et nyligt given bøde over en bog skrevet af en af Nyerups bekendte. Men da der rent faktisk eksisterede et reskript, som gav politimesteren denne myndighed, måtte Nyerup selv bøde ved at få en offentlig irettesættelse af Københavns Universitets Konsistorium, som var hans daværende arbejdsgiver.
Dette ændredes til dels i 1786, da juristen Laurids Fogtman begyndte udgivelsen af værket Samlingen af kgl. Reskripter, Resolutioner og Kollegialbreve, udtogsvis og i kronologisk Orden, for Tiden fra 1660 til 1812, for så vidt som man havde mulighed for at anskaffe eller på anden måde benytte værket, samt med det forbehold, at man ikke kunne være sikker på at værket indeholdte alle udgivne reskripter. Serien blev ført op til 1865 af juristen Tage Algreen-Ussing. Derudover blev mange reskripter offentliggjort i Collegial-Tidende som begyndte at udkomme januar 1798.